# Hyponephele cyri
Hyponephele cyri är en fjärilsart som beskrevs av Theophil Bienert 1870. Hyponephele cyri ingår i släktet Hyponephele och familjen praktfjärilar. Inga underarter finns listade i Catalogue of Life.